# Arnold Eagle

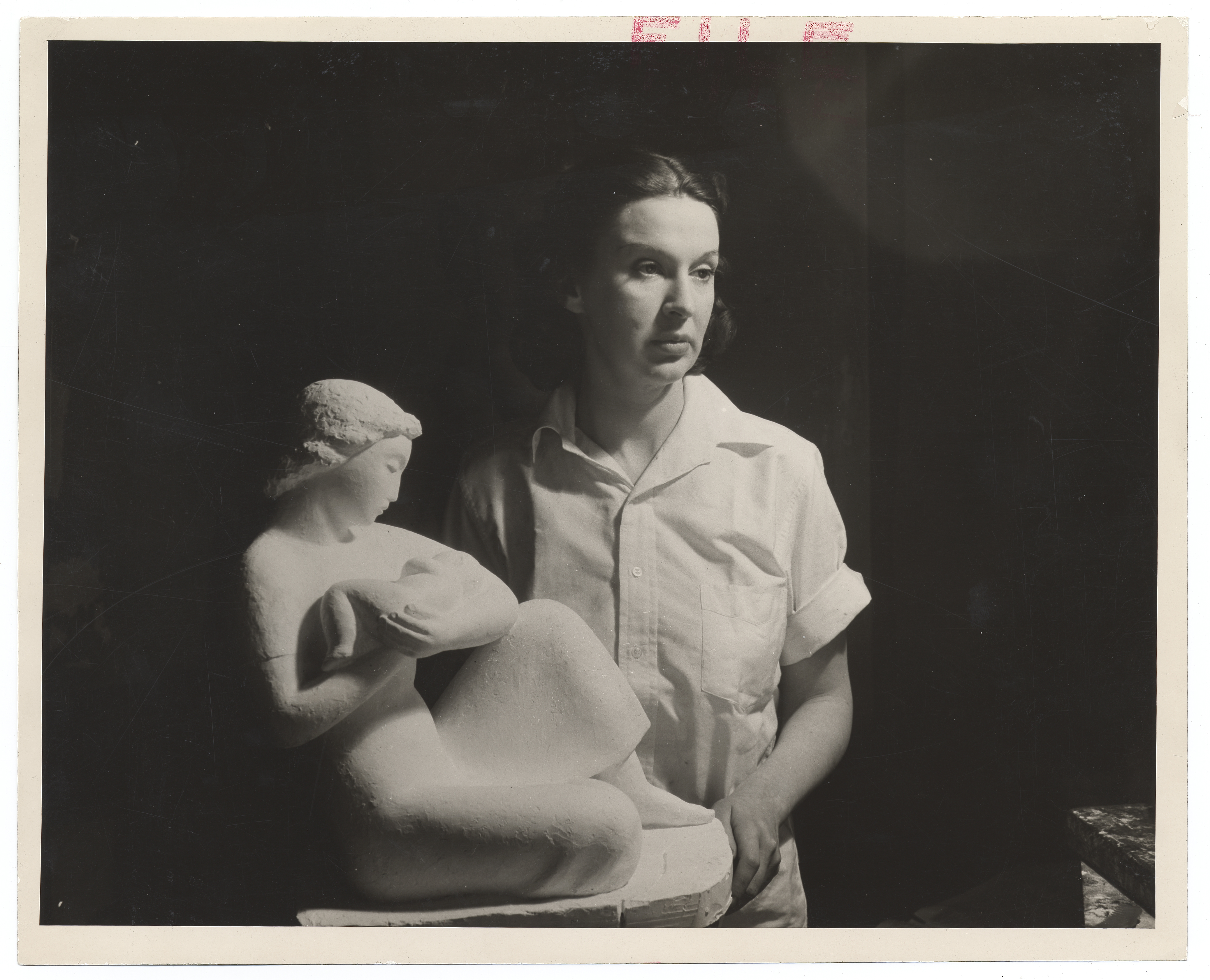
Arnold Eagle, Helen Gaulois, 1938. Archives of American Art

Arnold Eagle (* 1909 in Budapest, Österreich-Ungarn; † 25. Oktober 1992 in New York City) war ein ungarisch-amerikanischer Fotograf und Kameramann, der für seine sozialdokumentarischen Fotografien der 1930er und 1940er Jahre bekannt wurde. Er war Mitglied der Photo League in New York. Die Photo League war eine Organisation von Fotografen in New York City, die sich der Dokumentation des Lebens in den Arbeitervierteln widmete. Sie wurde 1936 gegründet und bot ihren Mitgliedern Schulungen, Ausstellungsräume und eine Plattform für den Austausch über soziale und kreative Themen. Die Photo League spielte eine wichtige Rolle bei der Entwicklung der sozialdokumentarischen Fotografie in den USA.

## Leben
Arnold Eagle emigrierte 1929 mit seiner Familie nach Brooklyn, New York. 1932 trat er der Workers Film and Photo League bei, um mit seiner Kunst einen radikalen sozialen Wandel voranzutreiben. Im Jahr 1935 fotografierte er für die Works Progress Administration die Slums von New York City, die Second Avenue und die Lower East Side. 1936 wurde er eines der ersten Mitglieder der Photo League, in der er 1942 die War Production Group gründete. Eagle arbeitet freiberuflich für Zeitschriften wie Fortune und The Saturday Evening Post. Im Rahmen des Federal Art Project fotografierte Arnold Eagle 1938 die jüdische Gemeinde in der Lower East Side. Diese Fotografien wurden 1992 in dem Buch At Home Only With God: Believing Jews and Their Children mit einem Essay von Arthur Hertzberg veröffentlicht.

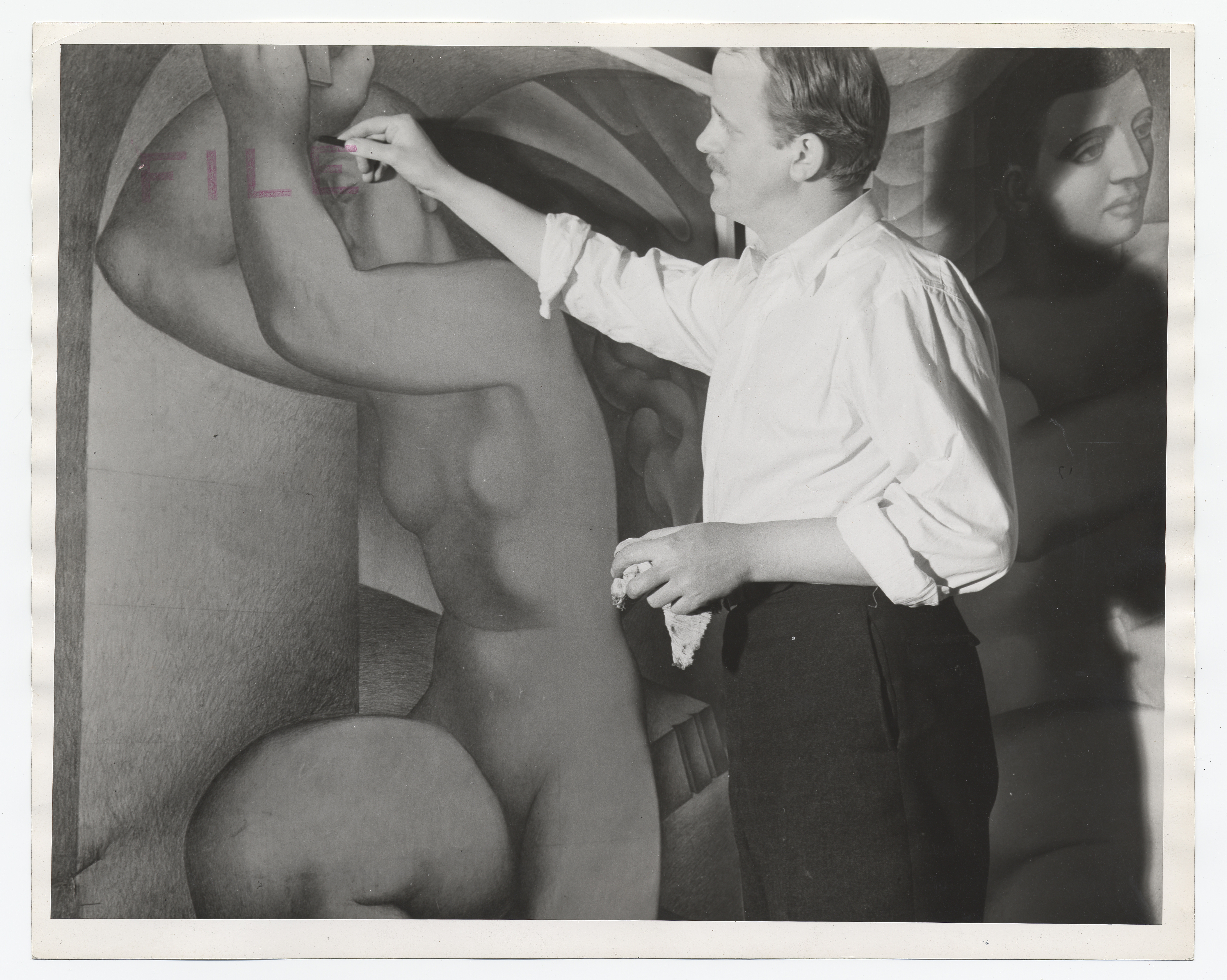
Arnold Eagle, Eric Mose, 1938. Archives of American Art

Zusammen mit den Fotografen Sol Libsohn und David Robbins stellte Arnold Eagle 1938 eine Serie von Fotografien der New Yorker Slums in der Federal Art Gallery aus. Von 1939 bis 1942 leitete Arnold Eagle den Fotografie-Workshop der National Youth Administration, unterstützt von Harold Corsini. Von 1943 bis 1947 arbeitete er zusammen mit Roy Stryker für das Standard Oil Project. Er war Standfotograf für den Film Louisiana Story (1948) von Robert J. Flaherty und Kameramann für Dreams That Money Can Buy (1947) von Hans Richter sowie für mehrere eigene Dokumentarfilme.
Von 1955 bis kurz vor seinem Tod war Arnold Eagle Professor für Fotografie an der New School for Social Research.

## Werk
Arnold Eagles fotografisches Werk zeichnet sich durch einen stark sozialdokumentarischen Ansatz aus. Seine Arbeiten konzentrieren sich auf die Darstellung des Alltagslebens und der sozialen Verhältnisse im urbanen New York der 1930er und 1940er Jahre. Besonders bekannt sind seine Fotografien der jüdischen Gemeinde in der Lower East Side sowie seine Dokumentationen der Slums der Stadt. Eagles Bilder sind geprägt von Empathie und einem tiefen Verständnis für die Lebensumstände der von ihm fotografierten Menschen.